# Biassono
Biassono – miejscowość i gmina we Włoszech, w regionie Lombardia, w prowincji Monza i Brianza.
Według danych na rok 2004 gminę zamieszkiwało 11 029 osób, 2757,2 os./km².
Na terenie gminy, która jest częścią Parku Regionalnego Doliny Lambro, płynie rzeka Lambro.
Miasto wyróżnia się niską gęstością zaludnienia, zachowując dużą liczbę niskich domów, dwupiętrowych domków, w przeciwieństwie do rzadkich istniejących bloków mieszkalnych. Historyczne centrum tworzy plac, na którym znajduje się Villa Verri z ogrodami i wieżą.

## Historia
Najwcześniejsze starożytne dowody w Biassono pochodzą z X wieku pne; jest to nekropolia przypisywana kulturze Protogolasecca z późnej epoki brązu, znajdująca się w miejscowości Brughiera dei morti. Celtyckie artefakty z I wieku n.e. zostały później znalezione podczas wykopalisk w Cascina Marianna.
Inne wykopaliska prowadzone od 1890 roku do dnia dzisiejszego świadczą o starożytności osady. Warto wspomnieć o odkryciu cysterny z rzymskiej willi w okolicy, a także pięknie skonstruowanego rurociągu hydraulicznego w miejscowości Sant'Andrea. Późnoceltycka nekropolia, kilkadziesiąt metrów od parku, została odkryta w marcu tego samego roku.
Z początków XX wieku pochodzą niektóre budowle o dobrej jakości architektonicznej, takie jak przedszkole Segramora oraz szkoły podstawowe przy Piazza Italia, wraz z neogotycką Wieżą Wodociągową, która uważana jest także za symbol lombardzkiej miejscowości; w tym samym okresie kościół parafialny św. Marcina Biskupa przeszedł renowację.

## Gospodarka
Gmina jest siedzibą przemysłu spożywczego Rovagnati.

## Miasta partnerskie
- Minusio